# Диалект Ланьчжоу
Диалект Ланьчжоу (кит.трад. 蘭州話, кит.упр.兰银官话, пиньинь: Lán–Yín Guānhuà) — диалект китайского языка Лань-Иньской ветви (蘭銀官話) северно-китайских диалектов (官話) и распространён преимущественно в провинции Ганьсу (КНР), особенно в её столице — Ланьчжоу, а также в сопредельных районах Нинся-Хуэйского автономного района и восточного Цинхая. Этот диалект сформировался под влиянием исторических миграций и торговых путей (например, Великого шёлкового пути), что привело к смешению языковых черт центральноазиатских, тибетских и собственно китайских языков. По оценкам на 2025 год, число носителей составляет около 5–7 миллионов человек.
Отличается от пекинского диалекта фонетикой (например, сохранением древних инициалий) и лексикой. Среди поддиалектов выделяют городской ланьчжоуский (более стандартизированный) и сельские варианты (например, юго-восточный Ганьсу).
Диалект используется в быту и локальных СМИ, но постепенно вытесняется официальным языком.
Ключевые ареалы распространения:
- Город Ланьчжоу и его пригороды;
- Долина реки Хуанхэ в центральной Ганьсу;
- Оазисы Хэси (коридор Ганьсу);
- Отдельные анклавы в Нинся (например, Иньчуань);

Формирование:
1. Исторический пласт — влияние тан-сунского китайского языка (VII–XIII вв.).
2. Контактный пласт — заимствования из тибетского, дунганского и монгольского языков.
3. Современный этап — стандартизация под влиянием путунхуа.
Поддиалекты: Центрально-ганьсуский (兰州城区话), Хэси-коридорный (河西走廊话), Южно-ганьсуский (陇南话), Нинся-гибридный (宁夏混合话), Цинхайский периферийный (青海边缘话).

## История
Диалект Ланьчжоу, обычно называемый «ланьчжоухуа», представляет собой разновидность мандаринского языка Ланьинь, на котором говорят местные жители Ланьчжоу и некоторых районов соседнего города Байинь. По сравнению со стандартным мандаринским диалектом, в ланьчжоуском диалекте 25 инициалей, на четыре больше, чем в мандаринском (z, pf, pf', v), но отсутствует инициаль n. В нем также 32 финали, на четыре меньше, чем в мандаринском. В языке Ланьчжоухуа наблюдается уникальная грамматика, например, удвоенные существительные (桌桌子, 草草子) и прилагательные с уменьшительными суффиксами (花儿红丢丢儿的, 水清亮亮儿的). Диалект состоит из семи поддиалектов, наиболее значительные вариации которых встречаются в хунгу и восточном юйчжуне, на которые оказали влияние диалекты цинхай и динси.
Диалект Ланьчжоу, относящийся к Лань-Иньской ветви северно-китайских диалектов, имеет богатую историю, сформированную под влиянием географического положения, миграций и межкультурных контактов. Его становление можно проследить с древних времён, когда регион Ганьсу, где расположен Ланьчжоу, стал ключевым пунктом на Великом шёлковом пути. Уже во времена династии Хань (206 до н.э. – 220 н.э.) этот район начал активно заселяться ханьцами, что привело к распространению древнекитайского языка, который лег в основу местного диалекта. Однако настоящий расцвет ланьчжоуского диалекта пришёлся на период династий Тан (618–907) и Сун (960–1279), когда город стал важным торговым и культурным центром. В это время в язык проникли элементы центральноазиатских языков, включая согдийский и тохарский, благодаря активному взаимодействию с купцами и путешественниками.
Средневековый период (XIII–XIX вв.) принёс новые изменения. Во времена монгольского владычества (династия Юань, 1271–1368) в диалект вошли заимствования из монгольского языка, особенно в лексике, связанной с администрацией и военным делом. Позже, при династии Мин (1368–1644) и Цин (1644–1912), усилилось влияние тибетского и дунганского (хуэйского) языков из-за близости к Тибетскому нагорью и распространения ислама в регионе. Это отразилось в фонетике и грамматике, например, в появлении гортанных звуков и упрощении тоновой системы.
В XX веке диалект Ланьчжоу столкнулся с давлением стандартного путунхуа, особенно после образования КНР в 1949 году, когда началась активная кампания по унификации языка. Несмотря на это, ланьчжоуский диалект сохранил свою уникальность благодаря изолированности некоторых районов Ганьсу и культурной привязанности местных жителей. Сегодня он существует как часть языкового разнообразия Китая, хотя число его носителей постепенно сокращается из-за миграций и распространения образования на путунхуа.

## Языковые особенности
Фонетические особенности
1. Тоновая система
а) Упрощение тонов:в отличие от путунхуа (4 тона), в Ланьчжоу сохранилось 3 тона (ровный, восходящий и нисходящий), что близко к древнекитайской системе.
б) Нейтрализация тонов: в разговорной речи тоны часто сливаются, особенно в беглой речи (например, восходящий и ровный тон могут произноситься одинаково).
2. Согласные звуки
а) Звук [ŋ] в начале слов (например, 我 произносится как [ŋə] вместо [wǒ]).
б) Глухие придыхательные согласные такие как ph, th встречаются чаще, чем в путунхуа.
в) Влияние тибетского и дунганского:
1. Гортанные смычные (например,ʔ) в конце слогов.
2. Упрощение групп согласных (например, [ш]ʂ может заменяться на "с"s).
3. Гласные и рифмы:
а) Дифтонгизация:гласные a и o часто переходят в дифтонги (например, 好 [hɑʊ] вместо [hǎo]).
б) Сокращение финалей: финаль −n часто опускается (например, 天 [thiɛ] вместо [tiān]); финаль −ŋ может произноситься как носовой гласный (например, 东 [tũ] вместо [dōng]).
Примеры слов в сравнении с путунхуа:
| Путунхуа  | Ланьчжоу | Фонетическая разница     |
| --------- | -------- | ------------------------ |
| 我 (wǒ)   | [ŋə]     | Сохранение древнего ŋ−   |
| 天 (tiān) | [tʰiɛ]   | Потеря −n, гласный сдвиг |
| 好 (hǎo)  | [hɑʊ]    | Дифтонгизация            |

Фонетические изменения звука «флай» (流摄唇音字) в диалекте Ланьчжоу и путунхуа
1. Исторический контекст и терминология
Звук «флай» (流摄唇音字) относится к губным согласным среднекитайского языка, входящим в рифмованную группу 流摄 [liú shè]. Их эволюция в современных диалектах демонстрирует:
1.Архаичные черты:сохранение древних губных звуков (например,p−, m−) в Ланьчжоу.
2.Инновации:переход к лабиодентальным (например, f−) в путунхуа.
Пример:Среднекитайское 浮 (плыть) в путунхуа стало [fú], а в Ланьчжоу сохранило вариант pʰu.
2. Ключевые фонетические изменения:
а) В путунхуа:
1. Лабиализация: Губные согласные p−, b− перешли в f− (например, 飞 из pʰi → fēi).
2. Утрата носового резонанса: Звуки типа m− в начале слов исчезли (например, 微 из mʷi → wēi).
б)В диалекте Ланьчжоу: сохранение архаики
1.Губные p−, m− остаются устойчивыми (например, 门 произносится как [mən], а не [mén] с носовым оттенком).
2.Отсутствие полного перехода к f− в словах, где путунхуа его принял (饭 [pʰan] вместо [fàn]). 3.Частичная дифтонгизация: Гласные после губных согласных часто удлиняются (杯 [pei] → [pɛɪ]).
Примеры лексических различий
| Слово | Путунхуа | Ланьчжоу |
| ----- | -------- | -------- |
| 飞    | fēi      | pʰi      |
| 饭    | fàn      | pʰan     |
| 微    | wēi      | mi       |

Акустическое исследование резких согласных в ланьчжоуском диалекте
1. Ключевые особенности резких согласных
1.Глухие придыхательные согласные:
а) Усиленное придыхание: в отличие от путунхуа, звуки типа ph, th в Ланьчжоу демонстрируют более длинный VOT (до 120 мс), что близко к тибетским языкам (пример: Слово «пять» (五) произносится как ŋ̍] с гортанной смычкой, а не \[wǔ.).
б) Сохранение древних звонких согласных: в позиции начала слова сохраняются звонкие b, d (например, 大 [da] вместо [dà] с придыханием в путунхуа).
2. Сравнение с путунхуа
| Параметр       | Ланьчжоу                 | Путунхуа                   |
| -------------- | ------------------------ | -------------------------- |
| VOT для ph     | 100–120 мс               | 60–80 мс                   |
| Звонкие b      | Сохраняются              | Редки (преимущественно ph) |
| Фрикативизация | Слабая (например, k → k) | Сильная (k → x)            |

Грамматические особенности
Конструкция "V + 给 (gěi)" в ланьчжоуском диалекте и соседних диалектах  
1.Основные функции 给 (gěi)
а)Введение участников действия
1.Реципиент (получатель): 给他送书 (Отправить ему книгу) → 给 маркирует получателя. 
В ланьчжоуском диалекте: 书给给他 (Книгу дать ему) — удвоение 给 для усиления. 
2.Бенефактив (выгодоприобретатель): 给我做饭(Приготовить еду для меня). 
3.Сопровождающий объект: 给朋友写信 (Написать письмо другу). 
4.Грамматикализация как комплемента: в отсутствие явного получателя/бенефактива 给 теряет исходное значение "давать" и становится глагольным дополнением: 跑给(бежать → указывает на направление). 说给(сказать → акцент на завершённость действия). 
2. Семантические группы глаголов
Выделяется 3 категории глаголов, влияющих на функцию 给: 
1.Глаголы передачи (дать, послать): 给 сохраняет прямое значение (卖给他 — продать ему). 
2.Глаголы движения (идти, бежать): 给 грамматикализуется (走给 — идти куда-то). 
3.Глаголы речи/восприятия (сказать, показать): 给 может маркировать адресата (讲给他 — рассказать ему) или усиливать действие (看给 — посмотреть внимательно). 
5. Примеры из ланьчжоуского диалекта
| Конструкция | Значение                  | Отличие от путунхуа        |
| ----------- | ------------------------- | -------------------------- |
| 书给给他    | Дать ему книгу            | Удвоение 给                |
| 跑给兰州    | Бежать в сторону Ланьчжоу | 给 как маркер направления  |
| 说给清楚    | Сказать ясно              | 给 усиливает завершённость |

6.Особенности порядка слов
Позиция объекта:
а) В отрицательных предложениях объект часто ставится перед глаголом: 
Путунхуа: 我不吃饭 (Я не ем рис). 
Ланьчжоу: 我饭不吃 (Я рис не ем).  
б)В вопросах возможна инверсия:
书你给了没？(Книгу ты дал?) вместо 你给书了吗?. 
7.Глагольные формы
а)Отсутствие видовых маркеров: 
б)Вместо суффиксов завершённости 了 или 过 часто используется интонация или лексические средства: 我吃饭 (Я поел) без 了. Для выражения опыта: 我吃过 → 我吃哩 (Я ел раньше). 
8.Специфика местоимений
а)Личные местоимения: 
1.Форма 俺 [ǎn] вместо 我 (я) в сельских районах. 
2.Упрощённые формы: 你 → [н] в быстрой речи. 
б)Указательные местоимения: различение ближнего/дальнего объекта: 
这个 → 致个 [zhì gè]. 
那个 → 兀个 [wù gè]. 
Семантические особенности
1.Семантические роли 把:
а)Агентивная (действующее лицо): 他把碗打破了 (Он разбил чашу) — 把 указывает на активное действие субъекта. 
б)Пациентивная (объект воздействия): 把饭吃完了 (Еда съедена) — акцент на изменении состояния объекта. 
в)Бенефактивная (выгодоприобретатель): 把钱给他 (Отдать деньги ему) — в ланьчжоуском диалекте чаще используется 给给. 
2.Анализ предикатно-объектных отношений
а)Классификация глаголов: 
1.Глаголы воздействия (бить, ломать): 把 обязателен (把门打开). 
2.Глаголы передачи (давать, посылать): в ланьчжоуском диалекте заменяется на 给 (钱给给他). 
3.Глаголы состояния (знать, любить): конструкция с 把 не используется. 
б)Позиция объекта: 
1.В путунхуа объект после 把 всегда определённый (把那本书给我). 
2.В ланьчжоуском диалекте допускается неопределённый объект: 把个人打了 (Ударил какого-то человека). 
Примеры из ланьчжоуского диалекта
| Путунхуа       | Ланьчжоуский вариант    | Семантическая роль      |
| -------------- | ----------------------- | ----------------------- |
| "把衣服洗干净" | "衣服洗给干净"          | Пациенс (объект "衣服") |
| "把消息告诉他" | "消息给给他"            | Бенефактив ("他")       |
| "把房子卖了"   | "房子卖掉了" (без "把") | Агенс (подразумевается) |